# PSA World Tour 2011/12
Die PSA World Tour 2011/12 umfasst alle Squashturniere der Herren-Saison 2011/12 der PSA World Tour. Sie begann am 1. August 2011 und endete am 31. Juli 2012. Die nach dem Monat sortierte Übersicht zeigt den Ort des Turniers an, dessen Namen, das ausgeschüttete Gesamtpreisgeld, sowie den Sieger des Turniers. In der abschließenden Tabelle werden sämtliche Turniersieger nach der Menge ihrer Titel aufgelistet. Dabei ist es nicht relevant, welche Wertigkeit die vom Spieler gewonnenen Turniere besaßen, auch wenn eine entsprechende Erfassung erfolgt.
In der Saison 2011/12 fanden insgesamt 123 Turniere statt. Das Gesamtpreisgeld betrug 3.308.333 US-Dollar.

## Tourinformationen

### Anzahl nach Turnierserie
| Turnierserie | WM 1 | WS F 2 | WS Pl 3 | WS Go 4 | In 70 5 | In 50 | In 35 | In 25 | Ch 15 5 | Ch 10 | Ch 5 |
| ------------ | ---- | ------ | ------- | ------- | ------- | ----- | ----- | ----- | ------- | ----- | ---- |
| Anzahl       | 1    | 1      | 6       | 5       | —       | 7     | 5     | 7     | 10      | 25    | 56   |
| Gesamt       | 1    | 12     | 12      | 12      | 19      | 19    | 19    | 19    | 91      | 91    | 91   |

 1 PSA Weltmeisterschaft

 2 PSA World Series Finals

 3 PSA World Series Platinum

 4 PSA World Series Gold

 5 PSA International

 6 PSA Challenger

## Turnierplan

### August
| Datum         | Ort        | Turnier                                                    | Preisgeld | Sieger             |
| ------------- | ---------- | ---------------------------------------------------------- | --------- | ------------------ |
| 06.08.–14.08. | Canberra   | Australian Open 2011                                       | $ 150.000 | Ramy Ashour        |
| 07.08.–12.08. | Kairo      | Egyptian People Tournament 2011                            | $ 10.000  | Karim Abdel Gawad  |
| 10.08.–13.08. | Nottingham | Mantis Fantasysquash.net Nottingham Open 2011              | $ 5.000   | Charles Sharpes    |
| 15.08.–20.08. | Toronto    | The National Squash Academy Open 2011                      | $ 5.000   | Dane Sharp         |
| 26.08.–28.08. | Belmont    | Squash Works Open 2011                                     | $ 5.000   | Bradley Hindle     |
| 30.08.–04.09. | Bogotá     | XIV Abierto Colombiano de Squash Club El Nogal Bogotá 2011 | $ 35.000  | Mohamed Elshorbagy |

### September
| Datum         | Ort            | Turnier                                               | Preisgeld | Sieger              |
| ------------- | -------------- | ----------------------------------------------------- | --------- | ------------------- |
| 02.09.–04.09. | Coffs Harbour  | North Coast Open 2011                                 | $ 5.000   | Bradley Hindle      |
| 06.09.–11.09. | Belo Horizonte | Tour de las Americas – Brazil Open de Squash 2011     | $ 10.000  | Rafael Alarçón      |
| 12.09.–17.09. | San José       | Tour de las Americas – Costa Rica Open de Squash 2011 | $ 7.000   | Joan Lezaud         |
| 16.09.–25.09. | Manchester     | ROWE British Grand Prix 2011                          | $ 115.000 | Ramy Ashour         |
| 18.09.–23.09. | San Salvador   | Tour de las Americas – El Salvador Open 2011          | $ 7.000   | Christopher Gordon  |
| 21.09.–24.09. | London         | The Nash Cup 2011                                     | $ 10.000  | Shawn Delierre      |
| 21.09.–24.09. | Kuwait         | Jena International Squash Champs No.2 2011            | $ 10.000  | Abdullah Al Muzayen |
| 23.09.–28.09. | Islamabad      | CAS International 2011                                | $ 12.000  | Farhan Mehboob      |
| 28.09.–01.10. | Barcelona      | XIV Trofeu Internacional Ciutat de Barcelona 2011     | $ 5.000   | Shaun Le Roux       |
| 28.09.–06.10. | Philadelphia   | US Open 2011                                          | $ 115.000 | Amr Shabana         |

### Oktober
| Datum         | Ort                    | Turnier                                 | Preisgeld | Sieger                 |
| ------------- | ---------------------- | --------------------------------------- | --------- | ---------------------- |
| 04.10.–09.10. | São Paulo              | 10 Open Squash Grupo Pao de Acucar 2011 | $ 19.333  | Miguel Ángel Rodríguez |
| 05.10.–08.10. | Valencia               | PSA Valencia 2011                       | $ 15.000  | Borja Golán            |
| 05.10.–09.10. | Kuala Lumpur           | NSC Series No.1 (PSA Challenger 5) 2011 | $ 5.000   | Mohamed Abouelghar     |
| 07.10.–10.10. | Stanford               | Netsuite Open 2011                      | $ 35.000  | Laurens Jan Anjema     |
| 13.10.–16.10. | Ottawa                 | Goodlife Open 2011                      | $ 10.000  | Zac Alexander          |
| 13.10.–16.10. | Pardubice              | IXI Open 2011                           | $ 5.000   | Eddie Charlton         |
| 16.10.–21.10. | Doha                   | Qatar Classic 2011                      | $ 150.000 | Grégory Gaultier       |
| 17.10.–22.10. | Santiago de Compostela | Santiago Open 2011                      | $ 25.000  | Borja Golán            |
| 18.10.–23.10. | Leinster               | Leinster Open 2011                      | $ 5.000   | Dylan Bennett          |
| 27.10.–30.10. | Madison                | Madison Open 2011                       | $ 6.000   | Andrew Wagih           |
| 28.10.–06.11. | Rotterdam              | Squash-Weltmeisterschaft 2011           | $ 275.000 | Nick Matthew           |

### November
| Datum         | Ort          | Turnier                                | Preisgeld | Sieger              |
| ------------- | ------------ | -------------------------------------- | --------- | ------------------- |
| 02.11.–06.11. | Kobe         | Pro Squash Kansai in Japan 2011        | $ 7.000   | Kamran Khan         |
| 04.11.–06.11. | Mackay       | Mackay Open 2011                       | $ 5.000   | Mike Corren         |
| 08.11.–13.11. | Dayton       | EBS Dayton Open 2011                   | $ 25.000  | Alister Walker      |
| 08.11.–13.11. | Macau        | Macau Open 2011                        | $ 50.000  | Mohamed Elshorbagy  |
| 10.11.–13.11. | Vancouver    | BC Honda Open 2011                     | $ 20.000  | Ryan Cuskelly       |
| 11.11.–13.11. | Caboolture   | Caboolture Open 2011                   | $ 5.000   | Mike Corren         |
| 15.11.–20.11. | Pittsburgh   | 3 Rivers Capital Pittsburgh Open 2011  | $ 25.000  | Alister Walker      |
| 15.11.–20.11. | Hongkong     | Cathay Pacific Hong Kong Open 2011     | $ 150.000 | James Willstrop     |
| 17.11.–19.11. | Doha         | Ali Bin Ali Squash Champs 2011         | $ 5.000   | Abdullah Al Muzayen |
| 17.11.–20.11. | Rhode Island | RhodySquash Rhode Island Open 2011     | $ 10.000  | Zac Alexander       |
| 18.11.–19.11. | Delft        | Kean Delft Open 2011                   | $ 5.000   | Omar Abdel Meguid   |
| 22.11.–27.11. | Saskatoon    | Prairie Auto Haus Saskatoon Boast 2011 | $ 10.000  | Zac Alexander       |
| 23.11.–26.11. | Danzig       | PSA McWil – Vitarade Gdansk Open 2011  | $ 5.000   | Rasmus Nielsen      |
| 23.11.–29.11. | Kuwait       | Kuwait PSA Cup 2011                    | $ 165.000 | James Willstrop     |
| 25.11.–29.11. | Amman        | Al Hassan Squash Open 2011             | $ 5.000   | Zahed Mohamed       |
| 29.11.–04.12. | London       | Coronation London Open 2011            | $ 20.000  | Borja Golán         |

### Dezember
| Datum         | Ort                    | Turnier                                           | Preisgeld | Sieger                 |
| ------------- | ---------------------- | ------------------------------------------------- | --------- | ---------------------- |
| 01.12.–04.12. | Edmonton               | ReidBuilt Homes Edmonton Open 2011                | $ 15.000  | Shahier Razik          |
| 01.12.–04.12. | Warschau               | Grupa o2 Cup 2011                                 | $ 5.000   | Joel Hinds             |
| 05.12.–10.12. | Palma                  | Illes Balears Open 2011                           | $ 5.000   | Steven Finitsis        |
| 06.12.–11.12. | Boca Raton             | Betty F. Griffin Memorial Florida State Open 2011 | $ 10.000  | Miguel Ángel Rodríguez |
| 12.12.–18.12. | Neu-Delhi              | Punj Lloyd PSA Masters 2011                       | $ 165.000 | James Willstrop        |
| 13.12.–18.12. | Santa Cruz de Tenerife | XIII Canary Islands Open 2011                     | $ 6.000   | Kristian Frost         |
| 15.12.–18.12. | Hongkong               | Crocodile Squash Challenge Cup 2011               | $ 10.000  | Max Lee                |
| 15.12.–18.12. | Bratislava             | Imet Open 2011                                    | $ 5.000   | Jan Koukal             |
| 20.12.–23.12. | Prag                   | Synot Tip Open 2011                               | $ 5.000   | Jan Koukal             |
| 23.12.–28.12. | Lahore                 | Pakistan Circuit No.IV 2011                       | $ 12.000  | Aamir Atlas Khan       |

### Januar
| Datum         | Ort           | Turnier                                                     | Preisgeld | Sieger            |
| ------------- | ------------- | ----------------------------------------------------------- | --------- | ----------------- |
| 04.01.–08.01. | London        | PSA World Series Finals 2011/12                             | $ 110.000 | Amr Shabana       |
| 06.01.–08.01. | Nîmes         | Open du Gard 2012                                           | $ 5.000   | Charles Sharpes   |
| 12.01.–14.01. | Doha          | Al Khaliji PSA Squash Challenger 2012                       | $ 5.000   | Danish Atlas Khan |
| 12.01.–15.01. | Vancouver     | Comfort Inn Open 2012                                       | $ 50.000  | Amr Shabana       |
| 18.01.–22.01. | Breslau       | PSA McWil-Wroclaw Open 2012                                 | $ 5.000   | Peter Creed       |
| 18.01.–26.01. | New York City | J. P. Morgan Tournament of Champions 2012                   | $ 115.000 | Nick Matthew      |
| 19.01.–22.01. | Calgary       | Talisman Energy Bankers Hall Club Pro-Am 2012               | $ 10.000  | Chris Simpson     |
| 19.01.–22.01. | Barcelona     | XIV Internacional D’Squash Esportiu Rocafort-St Antoni 2012 | $ 5.000   | Karim Ali Fathi   |
| 20.01.–22.01. | Brisbane      | Australia Day Challenge PSA 2012                            | $ 5.000   | Rex Hedrick       |
| 25.01.–30.01. | Detroit       | Motor City Open 2012                                        | $ 50.000  | Ong Beng Hee      |
| 26.01.–30.01. | Kuala Lumpur  | NSC SRAM Series No.2 2012                                   | $ 5.000   | Muhd Asyraf Azan  |
| 31.01.–05.02. | Linköping     | Case Swedish Open 2012                                      | $ 50.000  | Grégory Gaultier  |

### Februar
| Datum         | Ort          | Turnier                           | Preisgeld | Sieger                |
| ------------- | ------------ | --------------------------------- | --------- | --------------------- |
| 07.02.–12.02. | Chicago      | Metro Squash Windy City Open 2012 | $ 25.000  | Saurav Ghosal         |
| 08.02.–13.02. | Mikkeli      | Savcor Finnish Open 2012          | $ 15.000  | Olli Tuominen         |
| 14.02.–19.02. | Brisbane     | Hibiscus Gardens Open 2012        | $ 15.000  | Mohd Nafiizwan Adnan  |
| 16.02.–19.02. | Torhout      | The Move Open 2012                | $ 5.000   | Kristian Frost        |
| 18.02.–25.02. | Richmond     | North American Open 2012          | $ 115.000 | James Willstrop       |
| 23.02.–25.02. | Doha         | Doha Bank PSA Challenger 2012     | $ 5.000   | Muhammad Saqib Yousaf |
| 23.02.–26.02. | Kuwait       | 2nd Kuwait Open Challenger 2012   | $ 10.000  | Abdullah Al Muzayen   |
| 28.02.–03.03. | Kuala Lumpur | NSC SRAM Series No.3 2012         | $ 5.000   | Mazen Hesham          |
| 28.02.–04.03. | Kisch        | 4th Kish Persian Gulf Cup 2012    | $ 10.000  | Márk Krajcsák         |

### März
| Datum         | Ort          | Turnier                                                 | Preisgeld | Sieger            |
| ------------- | ------------ | ------------------------------------------------------- | --------- | ----------------- |
| 02.03.–04.03. | Salzburg     | Austrian Open 2012                                      | $ 5.000   | Davide Bianchetti |
| 10.03.–13.03. | Teheran      | Norooz Cup 2012                                         | $ 5.000   | Kamran Khan       |
| 14.03.–17.03. | Hongkong     | HKFC Meco Invitational 2012                             | $ 25.000  | Omar Mosaad       |
| 15.03.–18.03. | Manitoba     | Winnipeg Building and Decorating Ltd Manitoba Open 2012 | $ 35.000  | Borja Golán       |
| 17.03.–23.03. | London       | Canary Wharf Squash Classic 2012                        | $ 50.000  | Nick Matthew      |
| 18.03.–23.03. | Montreal     | Open de Squash Banque Nationale Groupe Financier 2012   | $ 35.000  | Tom Richards      |
| 19.03.–24.03. | Lahore       | 2nd FMC Pakistan International Squash Circuit No.1 2012 | $ 12.000  | Aqib Hanif        |
| 20.03.–24.03. | Krakau       | PSA McWil – profiKarcher Squash4You Open 2012           | $ 5.000   | Rasmus Nielsen    |
| 22.03.–24.03. | Doha         | Barwa Bank PSA Squash Challenger 2012                   | $ 5.000   | Kristian Frost    |
| 22.03.–25.03. | Genf         | 39th Swiss Open 2012                                    | $ 5.000   | Karim Ali Fathi   |
| 23.03.–25.03. | Belmont      | Squashworks Open 2012                                   | $ 5.000   | Shaun Le Roux     |
| 26.03.–31.03. | Halifax      | Bluenose Squash Classic 2012                            | $ 55.000  | Thierry Lincou    |
| 26.03.–31.03. | Kuala Lumpur | CIMB Nicol David KL Open Squash Championships 2012      | $ 50.000  | Omar Mosaad       |
| 29.03.–01.04. | Woden Valley | ACT Open 2012                                           | $ 5.000   | Rex Hedrick       |

### April
| Datum         | Ort             | Turnier                                      | Preisgeld | Sieger             |
| ------------- | --------------- | -------------------------------------------- | --------- | ------------------ |
| 02.04.–07.04. | Istanbul        | Avrupa Konutlari 2nd International Open 2012 | $ 10.000  | Jan Koukal         |
| 05.04.–08.04. | Galway          | Paddy 'Whack' West of Ireland Open 2012      | $ 10.000  | Márk Krajcsák      |
| 08.04.–13.04. | Alexandria      | El Gouna International 2012                  | $ 115.000 | Ramy Ashour        |
| 09.04.–15.04. | Williamstown    | Berkshire Open 2012                          | $ 35.000  | Alister Walker     |
| 13.04.–14.04. | Doha            | QSF PSA Challenger 2012                      | $ 5.000   | Arthur Gaskin      |
| 16.04.–21.04. | Greater Sudbury | Northern Ontario Championships 2012          | $ 15.000  | Julian Illingworth |
| 19.04.–22.04. | Hongkong        | Buler Squash Challenger Cup 2012             | $ 10.000  | Max Lee            |
| 19.04.–22.04. | Islamabad       | COAS International 2012                      | $ 12.000  | Aamir Atlas Khan   |
| 23.04.–28.04. | Zürich          | Grasshopper Cup 2012                         | $ 25.000  | Daryl Selby        |
| 23.04.–28.04. | Dublin          | Cannon Kirk Homes Irish Open 2012            | $ 25.000  | Alister Walker     |
| 26.04.–29.04. | Rochester       | Rochester Proam 2012                         | $ 7.000   | Ali Farag          |

### Mai
| Datum         | Ort           | Turnier                                                 | Preisgeld | Sieger              |
| ------------- | ------------- | ------------------------------------------------------- | --------- | ------------------- |
| 08.05.–13.05. | Atlanta       | Atlanta Open 2012                                       | $ 10.000  | Alfredo Ávila       |
| 12.05.–20.05. | London        | Allam British Open 2012                                 | $ 150.000 | Nick Matthew        |
| 15.05.–20.05. | Guatemala     | V Torneo Internacional PSA Sporta 2012                  | $ 15.000  | César Salazar       |
| 16.05.–19.05. | Resistencia   | Tour de las Americas – Regatas de Resistencia Open 2012 | $ 10.000  | Andrew Wagih        |
| 17.05.–20.05. | Alice Springs | NT Open 2012                                            | $ 5.000   | Mike Corren         |
| 22.05.–26.05. | Asunción      | Tour de las Americas Paraguay Open 2012                 | $ 6.000   | Rafael Alarçón      |
| 24.05.–27.05. | Kriens        | Sekisui Open 2012                                       | $ 5.000   | Kristian Frost      |
| 25.05.–27.05. | Perth         | City of Perth International Squash Challenge 2012       | $ 5.000   | Mike Corren         |
| 28.05.–31.05. | Kuwait        | 3rd Kuwait Open Challenger 2012                         | $ 10.000  | Abdullah Al Muzayen |
| 28.05.–03.06. | Dourados      | 3rd Cerdil Squash Open 2012                             | $ 10.000  | Jan Koukal          |

### Juni
| Datum         | Ort         | Turnier                                                   | Preisgeld | Sieger              |
| ------------- | ----------- | --------------------------------------------------------- | --------- | ------------------- |
| 02.06.–04.06. | Kalgoorlie  | City of Kalgoorlie-Boulder International Golden Open 2012 | $ 5.000   | Mike Corren         |
| 07.06.–10.06. | Kriens      | Pilatus Cup 2012                                          | $ 5.000   | Kristian Frost      |
| 08.06.–10.06. | Tanunda     | Barossa Valley Toyota Open 2012                           | $ 5.000   | Mike Corren         |
| 13.06.–17.06. | Adelaide    | South Australian Open 2012                                | $ 5.000   | Rex Hedrick         |
| 15.06.–18.06. | Kuwait      | Jena International No.1 2012                              | $ 15.000  | Abdullah Al Muzayen |
| 17.06.–22.06. | Rhos-on-Sea | isquash Grand Prix 2012                                   | $ 5.000   | Karim Ali Fathi     |
| 21.06.–23.06. | Tortola     | British Virgin Islands Squash Champs 2012                 | $ 5.000   | Christopher Binnie  |
| 26.06.–01.07. | Maidstone   | SE Leisure Kent Open 2012                                 | $ 10.000  | Chris Simpson       |
| 28.06.–30.06. | Gibraltar   | Gibraltar Open 2012                                       | $ 5.000   | Peter Creed         |

### Juli
| Datum         | Ort              | Turnier                                                     | Preisgeld | Sieger              |
| ------------- | ---------------- | ----------------------------------------------------------- | --------- | ------------------- |
| 02.07.–08.07. | Melbourne        | Victorian Open 2012                                         | $ 10.000  | Campbell Grayson    |
| 13.07.–15.07. | Bellerive        | Tasmanian Open 2012                                         | $ 5.000   | Aqeel Rehman        |
| 18.07.–20.07. | Gorgan           | Ghaeme ale Mohammad Cup 2012                                | $ 5.000   | Abdullah Al Muzayen |
| 26.07.–29.07. | Willoughby City  | New South Wales Open 2012                                   | $ 5.000   | Rex Hedrick         |
| 26.07.–29.07. | Palmerston North | Fitzherbert Rowe Lawyers Manawatu Classic/Central Open 2012 | $ 5.000   | Kashif Shuja        |